# Gest Garrinchy
Gest Garrinchy – w piłce nożnej gest fair play polegający na przerwaniu własnej akcji przez wybicie piłki za linię boczną lub końcową (aut), w celu umożliwienia udzielenia pomocy zawodnikowi kontuzjowanemu.
W piłce nożnej nie jest możliwe udzielenie pomocy osobie poszkodowanej, o ile nie nastąpi zatrzymanie gry. Wybicie piłki poza linię boiska umożliwia wejście na płytę boiska pracownikom opieki medycznej.
Nazwa tego gestu bierze się od pseudonimu boiskowego pierwszej osoby, o której wiadomo, że wykonała taką czynność. Brazylijczyk Garrincha w 1960 podczas meczu Botafogo - Fluminense FC wybił piłkę na aut widząc, że obrońca drużyny przeciwnej doznał kontuzji, pomimo że sam był już w polu karnym w sytuacji strzeleckiej. Dzięki jego gestowi można było udzielić pomocy poszkodowanemu. Symboliczną zapłatą za to było oddanie przez drużynę przeciwną piłki, również poprzez wybicie na aut.
Gest rozpowszechnił się od tego czasu, z tym, że drużyna przeciwna czasem oddaje piłkę poprzez nie wybicie na aut, a wykop w stronę bramki przeciwnika, tak by mógł przejąć ją jego bramkarz lub obrońca. Należy jednak podkreślić, że oddanie piłki przez drużynę przeciwną nie rekompensuje wszystkich utraconych korzyści - tak jak Garrincha nie znalazł się ponownie w sytuacji strzeleckiej.
Szczególnie istotne jest w tym geście to, że zarówno sam gest Garrinchy, jak i następujące po nim oddanie piłki, są regułami zwyczajowymi, niemającymi odbicia w oficjalnych przepisach gry. Pomimo to, zwyczaj jest promowany przez FIFA. Niestosowanie tego zwyczaju jest źle przyjmowane przez kibiców, sędziów i obserwatorów, jak również przeciwników. Mimo to sytuacje nieprzestrzegania tego zwyczaju wciąż się zdarzają.
W ostatnim czasie nasiliły się głosy przeciwników stosowania gestu Garrinchy. Hiszpański klub RCD Espanyol wystosował nawet specjalny list do wszystkich zespołów Primera División z informacją, że jego piłkarze nie będą stosowali gestu Garrinchy na boisku, niezależnie od tego, czy ucierpi zawodnik przeciwników, czy ich własny.